# CoCoLo
CoCoLo（ココロ）は、東日本旅客鉄道（JR東日本）の新潟支社管内でJR東日本新潟シティクリエイトが運営する駅ビルの名称である。

## 概要
駅ビル「CoCoLo」は、新潟県のほぼ全域と山形県庄内地方のJR東日本区間を管轄するJR新潟支社の管内に所在する新潟駅（新潟市）・長岡駅（長岡市）・越後湯沢駅（湯沢町）の3駅で展開している。
2012年（平成24年）からは「LIFE PLAZA CoCoLo」をキャッチフレーズに、より立地に特化した店舗構成を打ち出している。
「DAILY LIFE PLAZA」をコンセプトとする新潟駅内6フロアは、食料品店や日用品店、家電量販店などを中心としたテナント構成で、生活関連用品の品揃えに特化している。「TREND LIFE PLAZA」をコンセプトとする長岡は、高層階は服飾系のテナントを中心とする一方、低層階を食品館として、食料品や日用品などを取り扱うテナントも配している。観光客が多い越後湯沢は「TOURIST LIFE PLAZA」をコンセプトに、土産品や地域の特産品を取り扱う店舗と飲食店を中心としたテナント構成としている他、観光施設も内包している。なお、各テナントでは一部店舗を除き、Suicaショッピングサービスが利用可能。
ポイントカードサービスとして、JR東日本の共通サービスである「JRE POINT」が2018年11月1日から導入されている。JRE POINTが導入されるまでは「CoCoLoメンバーズ」と呼ばれる独自のポイントサービスが導入されていたが、JRE POINTの導入に伴い2018年10月31日をもってCoCoLoポイントの付与は終了した。

### マスコットキャラクター
公式キャラクターは、「おこめ姉さん」（粘り強い性格でのっぺなどの新潟名産が好物である。）

### 名称の由来
- CoCoLo（ココロ）
  - 東日本旅客鉄道新潟支社#駅ビル事業を参照）

- SAISON（セゾン）

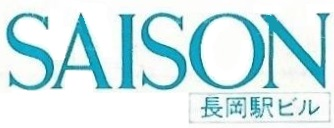
セゾンのロゴ

  - フランス語で「季節」を意味する"saison"から。

- プラトー
  - 英語で「高原」を意味する"plateau"から。

## 沿革
- 1958年（昭和33年）4月29日：地下街「名店デパート」がオープン[2]（同年竣工した新潟駅地下1階。のちの「パティオ万代」、現在の「CoCoLo万代」）。
- 1979年（昭和54年）4月5日：改築中の長岡駅構内で駅ビル整備を行う法人「越後ステーション開発株式会社」を、日本国有鉄道、長岡市などの出資により設立（本社：長岡市 城内町一丁目）。
- 1980年（昭和55年）7月2日：長岡駅構内に、越後S開発が新潟県内初の駅ビル「セゾン・ド・ナガオカ」をオープン[3]（現：「CoCoLo長岡」）。
- 1982年（昭和57年）：越後ステーション開発が、新潟駅に「セゾン・ド・ニイガタ」（現「CoCoLo本館」）、越後湯沢駅に「プラトーゆざわ」をオープン（現：「CoCoLo湯沢」）。両駅ビル建設にあたって、新潟市と湯沢町も越後S開発に出資。
- 1989年（平成元年）3月2日：新潟支社管内で主に物販事業を手掛ける法人「株式会社トッキー」を、JR東日本の全額出資により設立（本社：新潟市 花園一丁目、現：新潟市 中央区）。
- 1990年代：トッキーが、新潟駅万代口駅舎1階・地下1階に「パティオ万代」をオープン、名店デパートをパティオに統合（現「CoCoLo万代」）。
- 1994年（平成6年）10月：越後ステーション開発が「セゾン・ド・ニイガタ」のリニューアルを実施。
- 1995年（平成7年）
  - 6月：新潟駅西側連絡通路沿いに「ヨドバシカメラ新潟店」がオープン。
  - 7月：越後湯沢駅に「ぽんしゅ館」がオープン。
- 1998年（平成10年）6月13日：越後ステーション開発が長岡駅1階フロアを改修し、セゾンの食品館「SAISON Deux（セゾン・ドゥ）」をオープンし増床[4]。
- 1999年（平成11年）
  - 6月13日：越後S開発が「セゾン・ド・ナガオカ」2階フロア西側を増床。
  - 7月：トッキーが新潟駅南口駅舎2階を改修、東コンコースに「パティオ東」、西側連絡通路沿いに「パティオ西」をオープンし増床（現：「CoCoLo東・西」）。
- 2004年（平成16年）10月1日：トッキーが越後S開発を吸収合併、3市町の所有株式をJR東日本が取得[5]。これに伴い、管内3駅の駅ビルの名称を「CoCoLo」に統一[5]。
- 2006年（平成18年）9月19日：「CoCoLo本館」北側に「メディカルコート」をオープンし増床、新潟県内初の駅構内の保育園「新潟えきなか保育園」開園。
- 2007年（平成19年）
  - 3月7日：「CoCoLo本館」のリニューアルを実施。
  - 4月：長岡駅改修事業の一環で「CoCoLo長岡」2階フロア東側を増床。
- 2009年（平成21年）
  - 2月7日：新潟駅南口駅前広場整備事業の一環で、同駅東側連絡通路沿いに「CoCoLo南館」をオープンし増床（テナントのうちビックカメラは2月20日開店）。
  - 7月17日：越後湯沢駅の1階コンコースを改修、「CoCoLo湯沢がんぎどおり」をオープンし増床。
  - 9月19日：前述の新潟駅南口整備事業の一環で、南口駅舎1階に「CoCoLo中央」をオープンし増床。
  - 12月19日：「CoCoLo湯沢がんぎどおり」を増床しグランドオープン。
- 2013年（平成25年）
  - 4月8日：「CoCoLo西館」およびホテルメッツ新潟がオープン。
- 2016年（平成28年）3月：新潟駅高架化工事に伴い「CoCoLoフードコート」およびヨドバシカメラ新潟店が閉館（後者は駅前に移転）。
- 2017年（平成29年）10月：「CoCoLo長岡」に「ぽんしゅ館」がオープン。
- 2018年（平成30年）
  - 4月15日：ヨドバシカメラ新潟店跡地に「CoCoLo新潟西N+」がオープン。
  - 10月31日：JR東日本共通ポイント「JRE POINT」の導入に伴い、同日をもって「CoCoLoポイント」の付与を終了[1]。
  - 11月1日：「JRE POINT」のサービスを開始[1]。
- 2020年（令和2年）
  - 3月22日 ： 新潟駅高架化工事に伴いCoCoLo万代が閉店。
  - 10月1日：トッキーがJR東日本新潟シティクリエイトに社名変更。
- 2022年（令和4年）9月25日：新潟駅高架化工事に伴いCoCoLo東、本館、中央が閉館。
- 2024年 (令和6年)
  - 3月27日：cocolo新潟第Ⅲ期(EAST SIDE)が新潟駅2階にオープン。
  - 4月25日 ：CoColo新潟第Ⅳ期が駅高架下に開業しグランドオープン。

## 新潟駅
総称は新潟駅ビルCoCoLo（にいがたえきビルココロ）もしくはCoCoLo新潟（ココロにいがた）。
2024年3月27日、4月25日には約170店舗を構えたCoCoLo新潟がグランドオープンし、駅工事に伴い閉店した店舗が再出店したほか、県内初出店となった店舗も多数出店した。

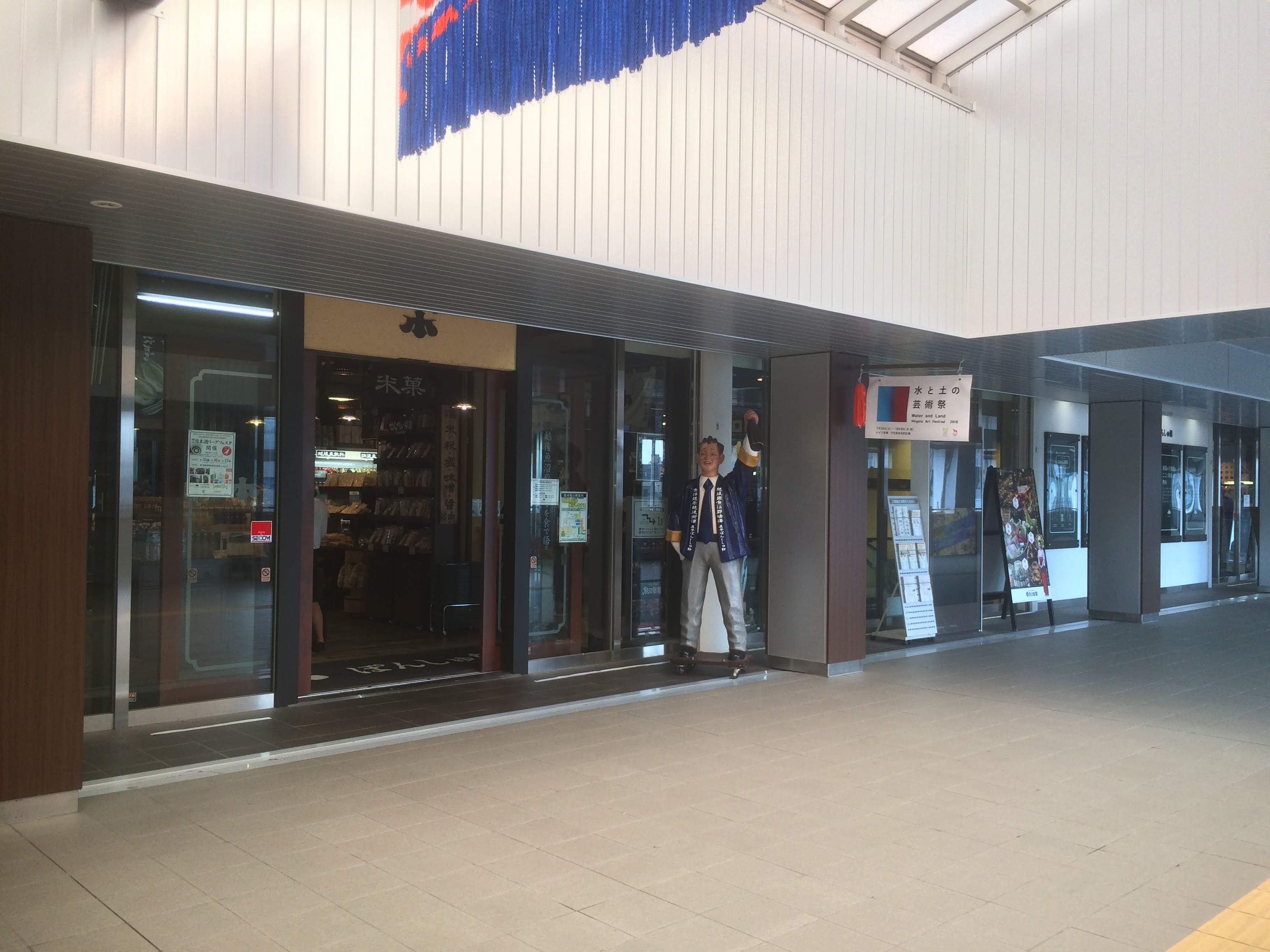
メッツ館
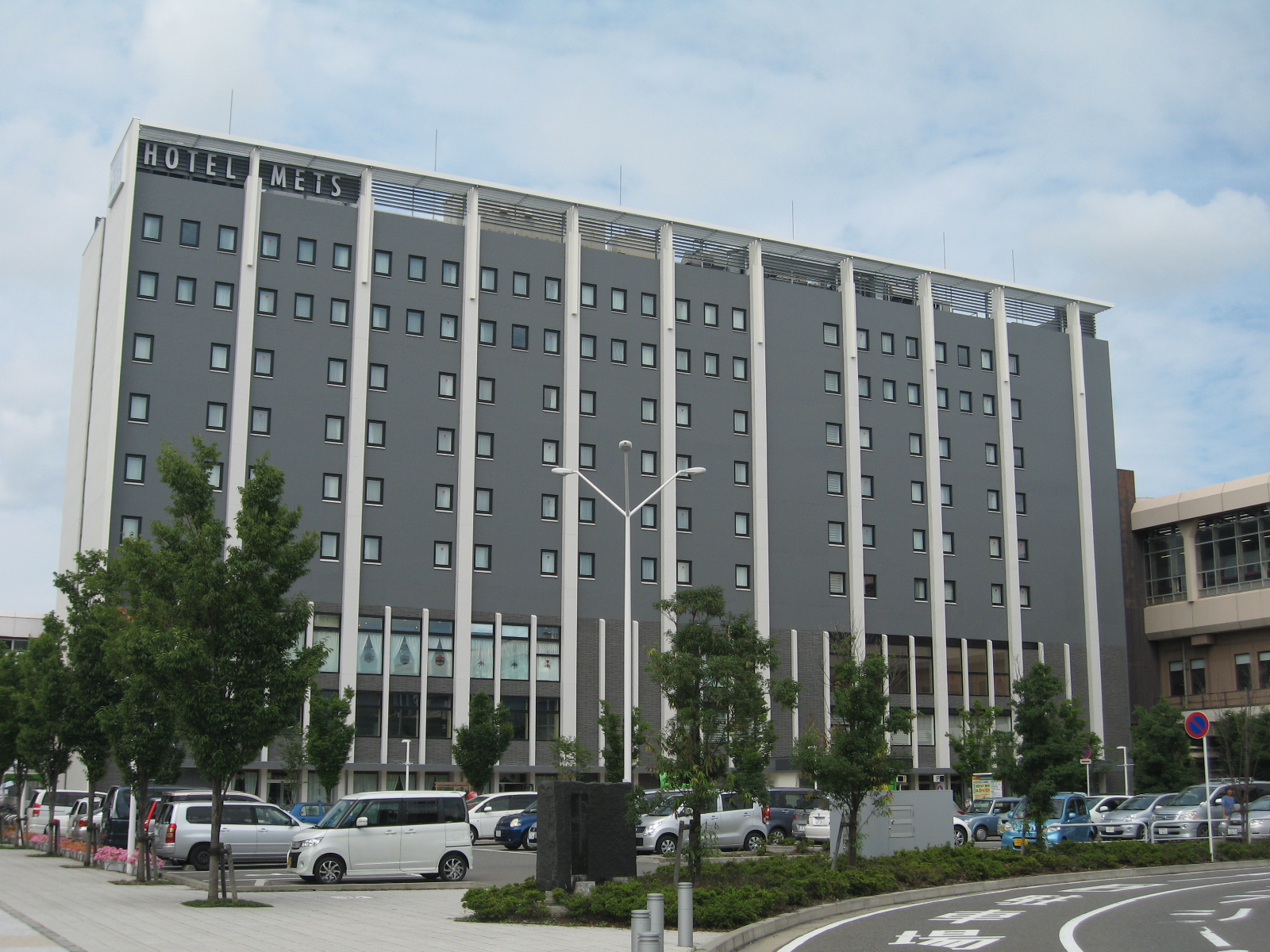
「ホテルメッツ新潟」。1～3階が「メッツ館」となっている（2013年8月）
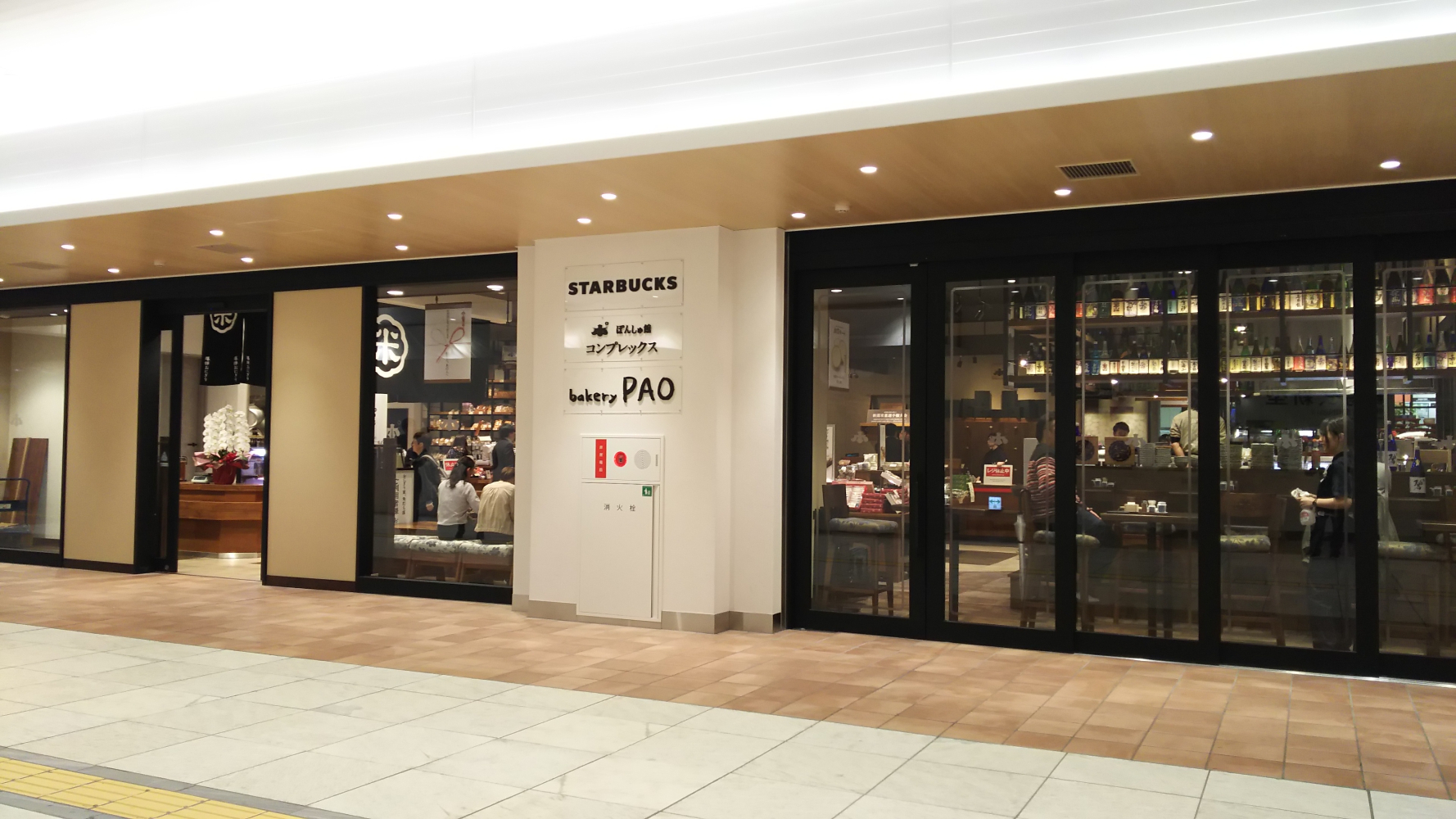
2F WEST SIDE
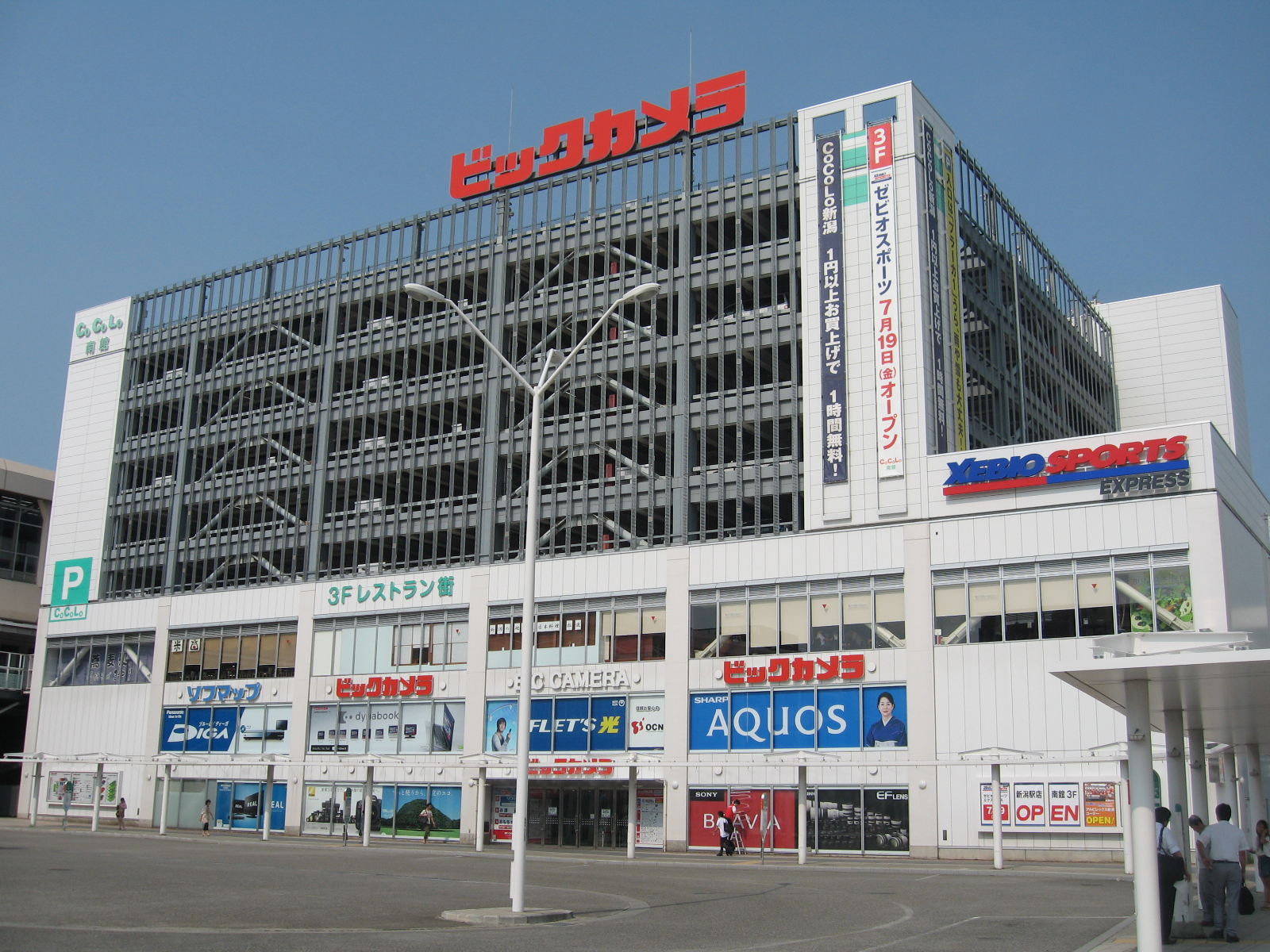
南館（2013年8月）

### 南館
（南口・バスターミナル及び東側連絡通路沿い）
8階建ての南館は、新潟駅付近連続立体交差化事業（2021年度竣工）と並行して進められている「新潟駅南口駅前広場整備事業」の一環で建設されたもの。2009年1月に竣工して段階的に各フロアがオープンし（駐車場は1月30日供用開始、3階の駅レンタカー及びフード・コスメゾーンは2月7日にオープン）、2月20日にビックカメラが開店しグランドオープンとなった。3階フロアは東側連絡通路を内包する形になっている。
- １階：キャンドゥ・Sea Point NIIGATA × MOYORe：・NIIGATA358
- 2階：ビックカメラ[6]新潟店
- 3階東側：ビックカメラ[6]新潟店
  - 家電量販店としては新潟県内最大級の店舗面積を有する。オープン当初は寝具・ゴルフ・自転車も取り扱っていたが、フロア改装により2010年4月半ばに取り扱いを終了した。また、3Fの一画に所在したソフマップ新潟店は、2017年2月28日を以て閉店となった。
- 3階東側・南口寄り：ゼビオスポーツエキスプレス 新潟駅店
  - 2013年7月19日にオープンした、ゼビオスポーツの小型店舗。3階東側はオープン当初、全てビックカメラのフロアだったが、前述の業態縮小により南口寄りの半分が空きフロアとなっていた。
- 3階西側：クイックフード・レストラン・コスメゾーン
- 3階西側：駅レンタカー（ジェイアール東日本レンタリース新潟営業所）
- 4 - 8階：自走式立体駐車場（826台収容[7]）
  - 24時間利用可能

### メッツ館
（南口・西側連絡通路沿い）
2013年4月8日に開業した西側連絡通路沿いのホテルメッツ新潟には、1階から3階に商業ゾーンが設けられている。ホテル宿泊者向けに特化したテナント構成で、新潟県の各種物産を取り扱う店舗、夕食・朝食を提供する飲食店、コンビニエンスストアから成る。
- テナント
  - ホテルメッツ新潟（2 - 9階、1階に地上部エントランスあり）客室数197室

メインエントランスとフロント、ロビーラウンジを西側通路に面する3階に設けている。客室は4～9階の6フロアで、低層階は「スタンダードフロア」、8・9階の高層階2フロアは「スーペリアフロア」。朝食サービスは後述の「魚沼釜蔵」で実施する。また2階には貸会議室も備える。
  - ぽんしゅ館・越後のお酒ミュージアム（1階・3階）

後述する「CoCoLo湯沢」本館内の物産販売・温泉施設「ぽんしゅ館」を運営する「株式会社ぽんしゅ館新潟」による、テーマ型ショップ・レストラン。1階に和食居酒屋「ぽんしゅ館魚沼釜蔵」、3階に物販・デリカと利き酒コーナーを配している。
  - ラ・ナンシ アネサメゴイ（1階）

南魚沼市で「八海山 泉ヴィレッジ」などの飲食店を運営する「株式会社育味FOODS」によるイタリア料理店。
  - セブン-イレブン 新潟駅CoCoLo西館店

### 2F WEST SIDE (CoCoLo西N+・ニシデリストリート)
（西側連絡通路沿い）
2018年4月15日に新潟の食文化発信拠点施設としてオープンした。食に関する各種テナントに加え、「ライブキッチン」や「新幹線発車前 30分の過ごし方」といった新たな食のシーンが提供されている。
さらに2024年4月25日にはニシデリストリートが開業し新潟のソウルフードから全国チェーンの人気店まで集結し、こだわりのお惣菜やファストフードが集まる、魅力あふれる惣菜・飲食ゾーンとなっている。(2018年4月15日当初はCoCoLo西N＋と言う名前で開業)

### 2F EAST SIDE
新潟駅完全高架化の日である2022年6月5日及び2023年2月23日に3COINS+plus（スリーコインズプラス）、matsukiyo LAB（マツキヨラボ）をはじめ、雑貨や書籍、新潟県初出店店舗が集まる、毎日の生活が楽しくなるデイリー雑貨ゾーンが開業し 2024年3月27日には新潟県初出店のスーパーマーケットや新潟を代表するメーカーのブランドショップ、県内の銘店や旬のスイーツを集めた、食のセレクトゾーンが開業し(成城石井のみ3月21日開業)
2024年4月25日にはニイガタ★バル麺横丁が開業しエスニック酒場、ハイボール酒場などカテゴリ分けされた小型のバルが揃う「バルエリア」と、新潟を代表する人気ラーメンが集まる「ラーメンエリア」。駅で気軽に立ち寄れるにぎやかな横丁ゾーンとなっている。
なおかつて存在したCoCoLo本館、東については現在の2F EAST SIDEの一部となっている。

### 1F WEST SIDE
2024年4月25日に開業し、新潟県初出店ブランドをはじめ、キレイを応援するブランドコスメや、アクセサリー、サービスショップなど、メンズ、ウィメンズの幅広い世代に提案するファッション・コスメゾーンとなっている。 その他にも県内初出店となるgong chaなどのスイーツ系の店舗も出店している。
エキナンキッチン
和・洋・中・エスニックなど、甲信越地区初出店を含むバラエティ豊かな食が集まるレストランゾーン、幅広いお客さまの多様なニーズを満たす。2024年5月29日開業。
かつて存在したCoCoLo中央については現在1F WEST SIDEの一部となっている。

### 1F EAST SIDE
生鮮・惣菜ゾーンとなっており地元新潟の食材を多く取り扱う青果・精肉・鮮魚、グロッサリーが集まった生鮮食料品売り場のほか、素材にこだわった惣菜専門店や、地元産直ショップも揃う食品ゾーンであり、19年ぶりに明治屋が県内に再出店もした。

### 過去のフロア
2024年の新潟駅リニューアル前は売場は駅舎内6箇所に分散しており、2021年時点で170店舗。高架化工事の進捗に伴いCoCoLo万代、本館、中央、東は閉鎖し、駅構内のCoCoLo新潟は一時的に営業が縮小していた。

#### CoCoLo中央 (撤退済)
（南口1階・中央広場沿い）
南館と同様、駅前広場整備事業の一環で2009年9月19日にオープンした新フロア。南口駅舎の1階を改修して増床された。
各テナントのうち、サンドイッチを主体とするファーストフード「サブウェイ」は新潟県初進出(2019年8月閉店）。またNSGグループが運営する“オール・アルビレックス”のグッズショップ「オレンジガーデン」などが出店している。
- テナント[11]
  - 美容室 Sun-trap
  - MODE OFF・BOOK OFF 新潟駅南口店
  - クラフトビール館
  - ローソン 新潟駅オレンジガーデン店
  - オレンジガーデン
  - NSG学びステーション
  - Berry Day's Cafe 新潟駅南口店

2022年9月25日閉鎖

#### CoCoLo東 (撤退済)
（南口2階・東改札口通路から東側連絡通路にかけて）
飲食や物販の店舗が並ぶエリアである。
2022年9月25日閉鎖

#### CoCoLo本館 (撤退済)
（南口2階・東側連絡通路沿い・東改札口通路正面）
- 2007年3月7日、リニューアルオープンした。本館のリニューアルは、旧越後ステーション開発が旧セゾン・ド・ニイガタを1994年10月にリニューアルして以来。「新潟色（食）」、「アパレル・雑貨・スィーツ」、「カフェ・日常サービス・書籍」の3ゾーンで構成され、延べ床面積は3,655 m2、店舗面積は1,580 m2。テナント数は37。新規テナントは14店舗、新潟初出店は3店舗。改装に合わせて「憩いの広場」「授乳室」を新設、トイレも一新した。
- 以後、2014年3月には書店に代わって紳士服販売店が出店し、2015年1月末にはそば店が新潟駅構内の新幹線改札前に移転するなど、テナントは一部入れ替わっており、トイレも2014年3月末には再度リニューアルされている。

2022年9月25日閉鎖

#### CoCoLo万代 (撤退済)
(万代口1階・地下1階)
「生活食品ゾーン」 「新潟名店街ゾーン」 「文化・衣料ゾーン」の4つに分かれている。
新潟駅高架化工事による万代口駅舎解体に伴い2020年3月22日閉鎖。

#### CoCoLoフードコート（全店舗退店済）
（南口2階・西側連絡通路沿い）CoCoLo改称当時のフロア名称は「CoCoLo西」だったが、前述のCoCoLo西館オープンと新潟駅連続立体交差事業の工程進捗などに伴い、現在の名称に改称した。フードコートに隣接してヨドバシカメラ新潟店が出店していた。厳密にはCoCoLoのテナントではないが、参考として概要を付記する。
ヨドバシカメラ 新潟店（撤退済）
- フロア
  - デジタル家電館（東側フロア）
    - 2階：家電総合・オーディオ・時計・ゲーム・ホビー
    - 1階：カメラ・デジタルカメラ・電子辞書・携帯電話・理美容・ビジュアル・オーディオ

  - パソコン専門館（西側フロア）
    - 2階：パソコンソフト・周辺機器
    - 1階：パソコン

※フロア表記のうち「2階」は中3階、「1階」は2階（西側通路・西改札口直結）に相当する。
ヨドバシカメラ新潟店は、2016年3月に、万代口の新店舗に移転し退店。これに合わせて、CoCoLoフードコートも2016年3月31日で閉館する。ヨドバシカメラ新潟店の跡地は、新潟駅第1期高架化に合わせて2018年4月15日に新潟の食文化発信拠点施設の「Cocolo西N+」がオープンした。

## 長岡駅
CoCoLo長岡（大手口1階・中2階・2階）
大手口駅舎にあるCoCoLo長岡は、計5つのフロアで構成。
1階の大手口北口付近は「食品館」、中央口・南口付近はレストランフロアと土産品・服飾雑貨の専門店から成る「First Floor」、2階は服飾雑貨の専門店主体の「Urban Floor」、中2階は書店と喫茶店、休憩スペースから成る「Wonder Floor」となっている。さらに2階の改札口北側には内科、歯科、薬局とマッサージルームから成る「メディカルヘルシーモール」がある。

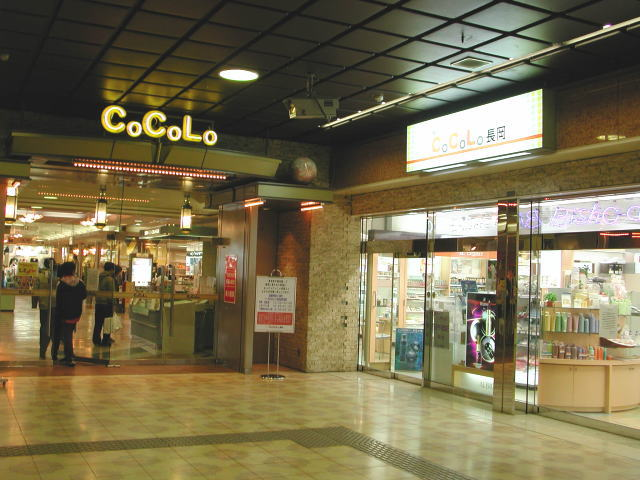
リニューアル前の外観（2004年11月）

新潟と異なり、フロアは全て大手口駅舎内に設けられているため、回遊性が高い。またJR新潟支社と長岡市では「長岡駅周辺整備事業」の一環で、駅舎2階部に所在したCoCoLoの一部フロアを撤去し、2010年春に東西自由通路が延伸開通。さらに2012年春に大手口側のペデストリアンデッキ「大手スカイデッキ」が開通したことにより、駅周辺の回遊性が高められている。

## 越後湯沢駅
CoCoLo湯沢（西口2階コンコース、2階北側）
新潟・長岡がいわゆる「駅ビル」としての総合的商業施設であるのに対し、観光地に立地するため、土産物販売に特化している。
フロアは西口駅舎2階コンコースの1フロアのみで、北側の本館は土産品・地酒の販売とイートイン、温泉施設などから成る「ぽんしゅ館」、コンコース内は昭和時代初期の雁木造の家屋が建ち並ぶ街並みをモチーフにしたフロア「がんぎどおり」となっている。
「ぽんしゅ館」は新潟県の名産のひとつである日本酒をメインテーマにした商業施設であり、県内各地の酒蔵から取り寄せた日本酒や、南魚沼地方の名産品を中心とした県内各地の土産物などが陳列されている。また飲食コーナーや「ていすてぃんぐGALLERY越乃室」（日本酒試飲コーナー）のほか、越後湯沢温泉の源泉に日本酒を加えたものが使用されている入浴施設「酒風呂 湯の沢」がある。
オープン当初のフロアは西口2階北側のみだったが、2009年、JR東日本が主体となって駅周辺地域の活性化を目指して新フロア「がんぎどおり」の整備に着手し、「雪国の歴史と伝統」をテーマに改札口とCoCoLoの間のコンコースを改装し、同年7月17日に土産品店などを中心としたエリアがオープン。さらに同年12月19日には飲食店・惣菜店を内包する「食べ歩き横丁」と、観光案内所などを内包する「ビジターセンター」を増床しグランドオープンした。